# Distrito de Upahuacho

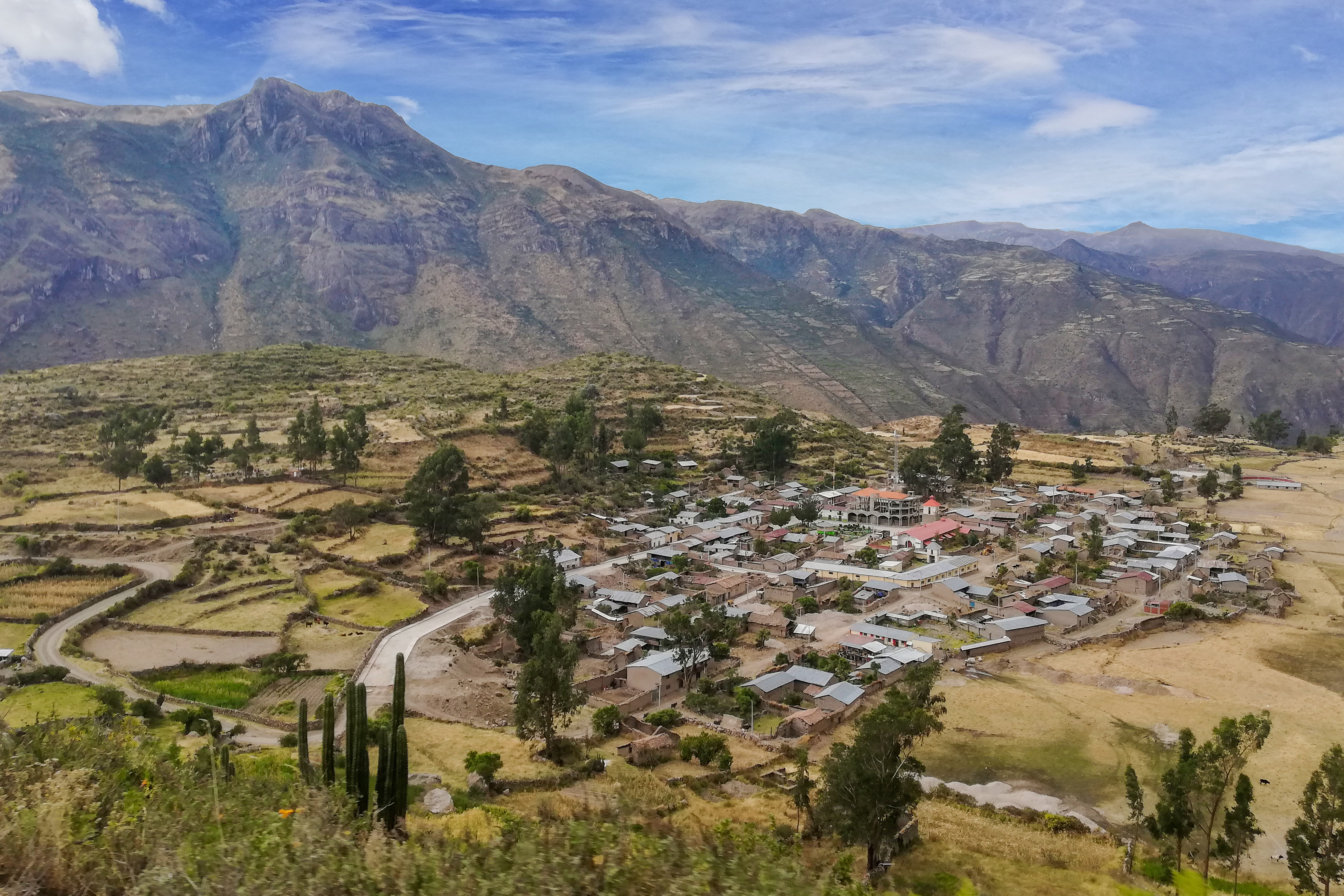
Distrito de Upahuacho, provincia de Parinacochas-Ayacucho-Perú

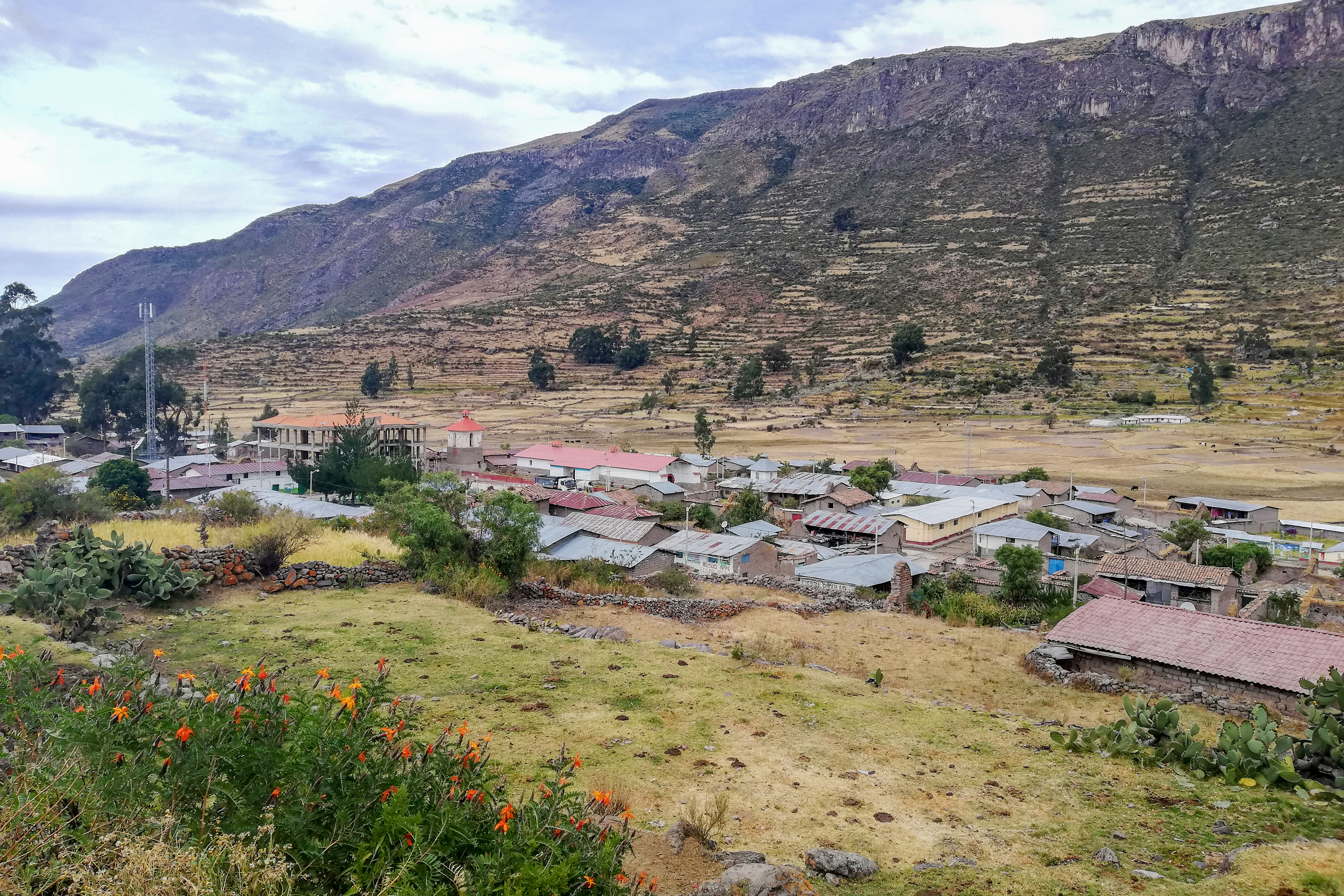
Hermoza vista de Upahuacho

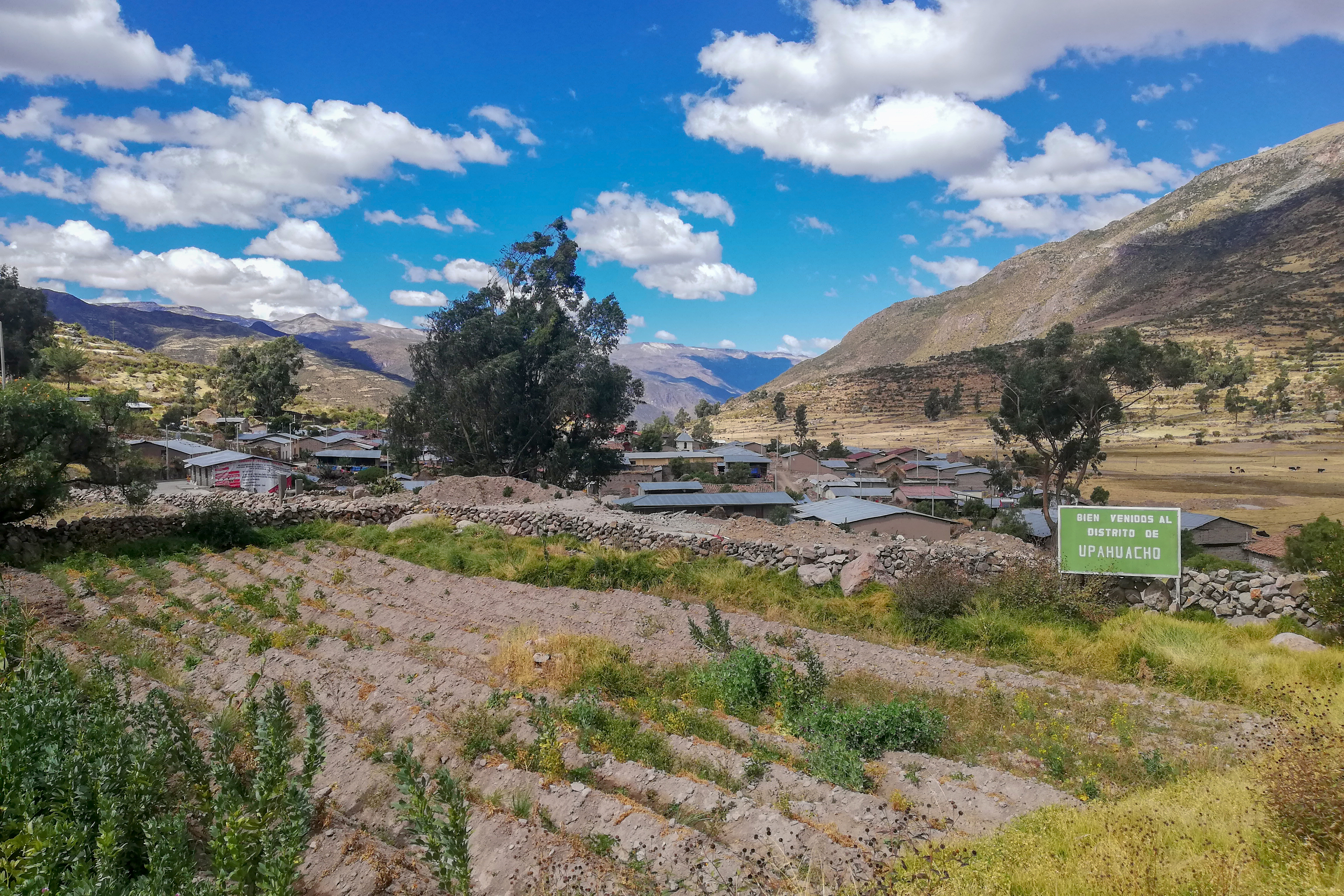
Upahuacho; salida ingreso margen norte

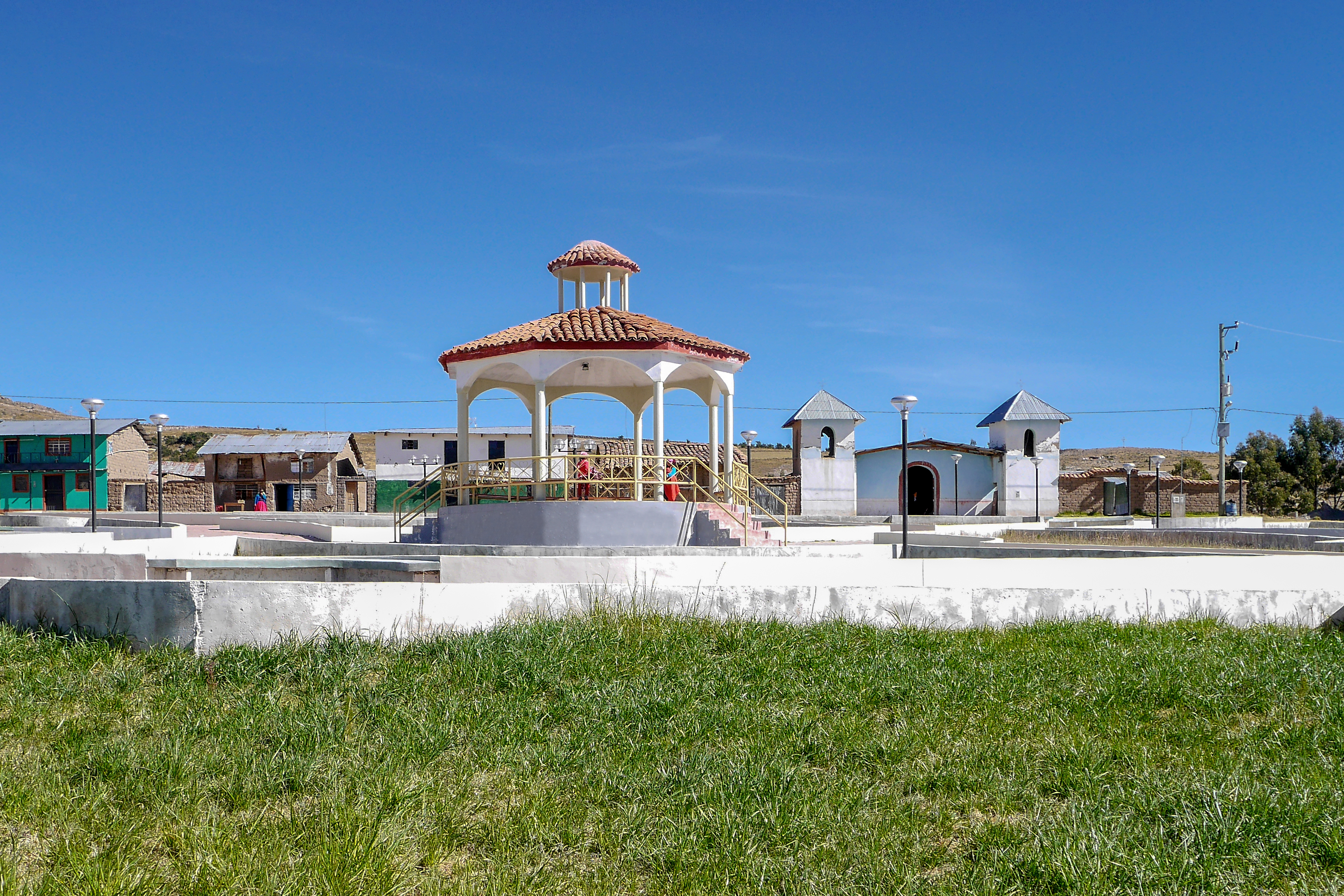
Comunidad de Cochani; del Distrito de Upahuacho

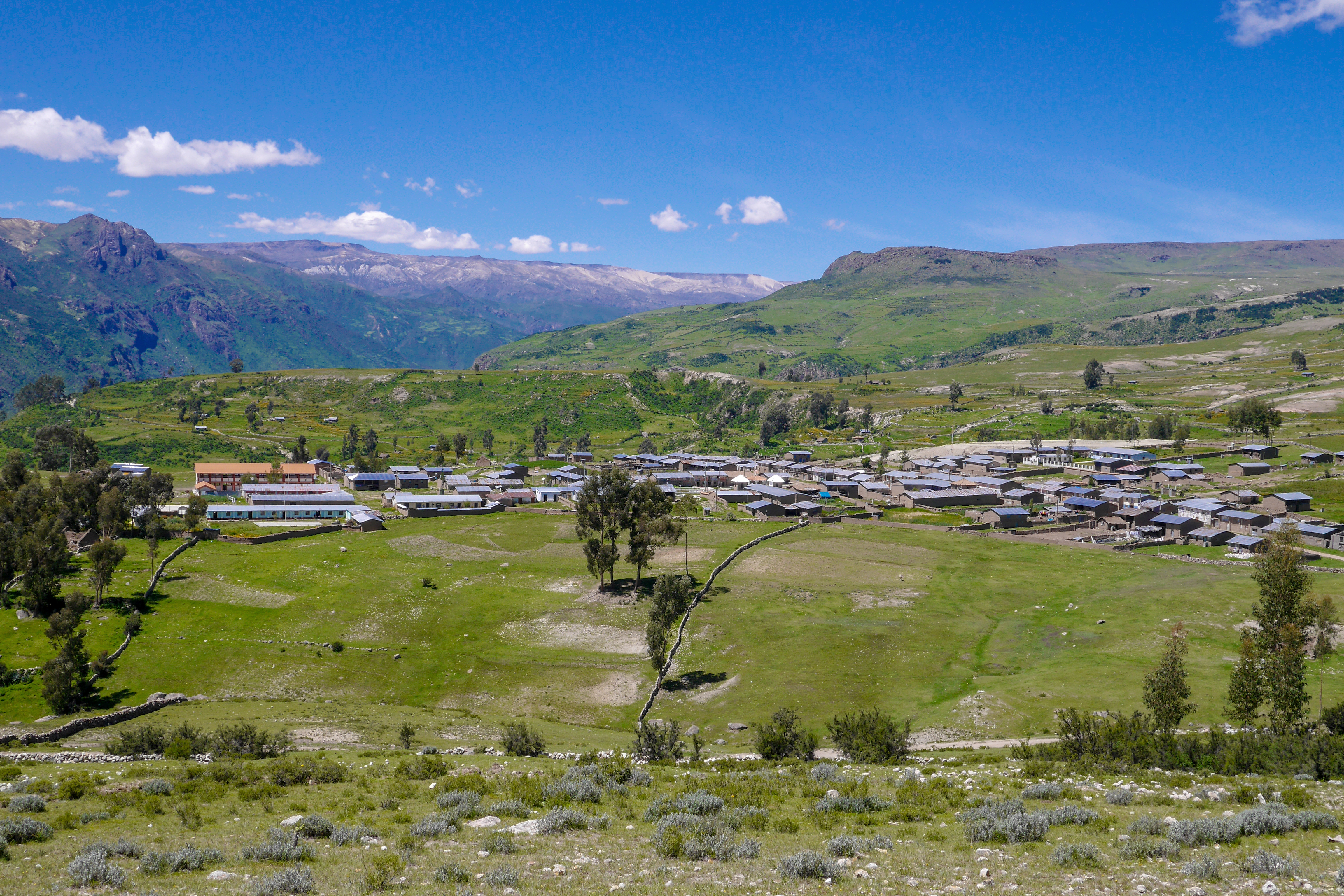
Comunidad de Cochani; vista panorámica

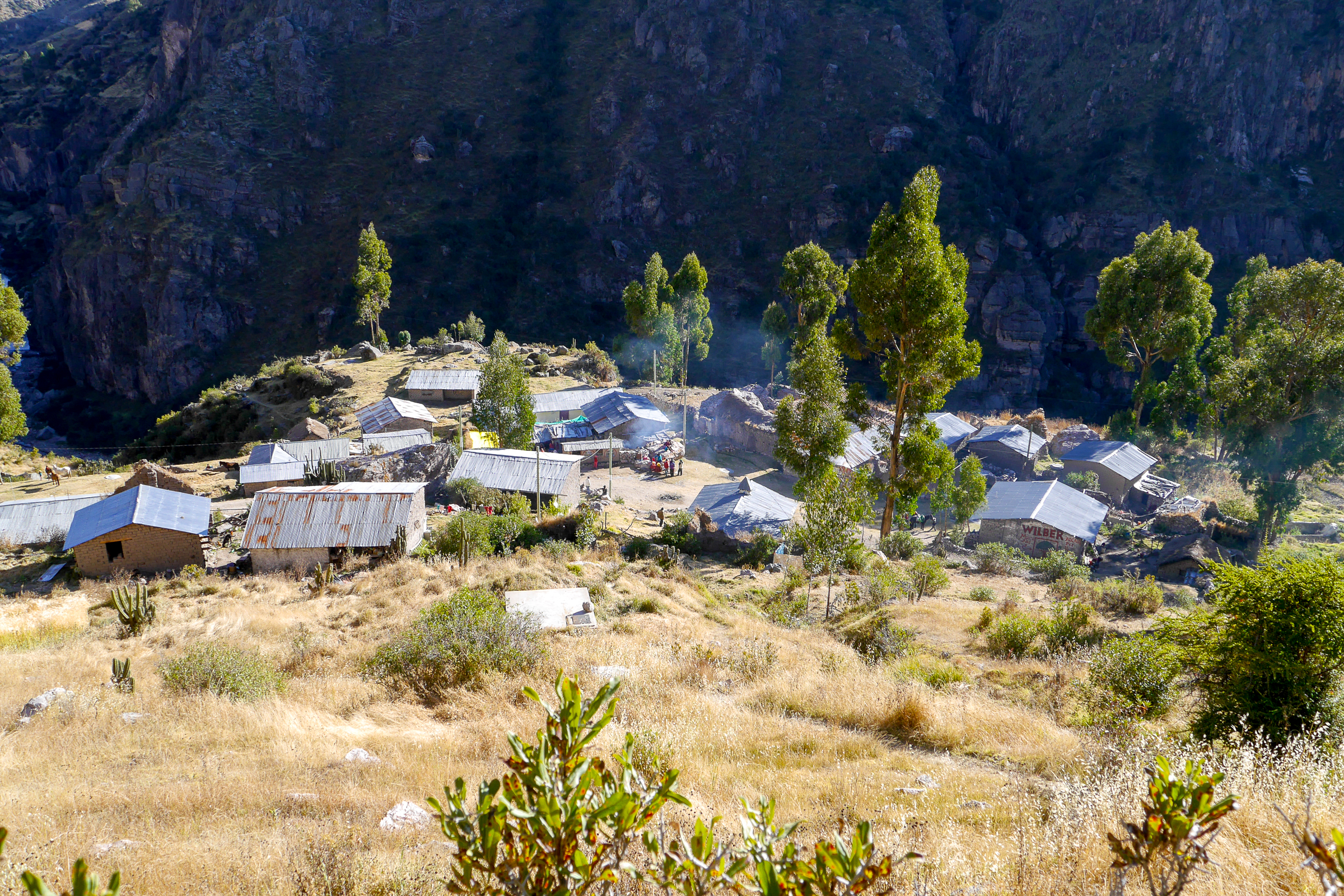
Comunidad de Yanamachay

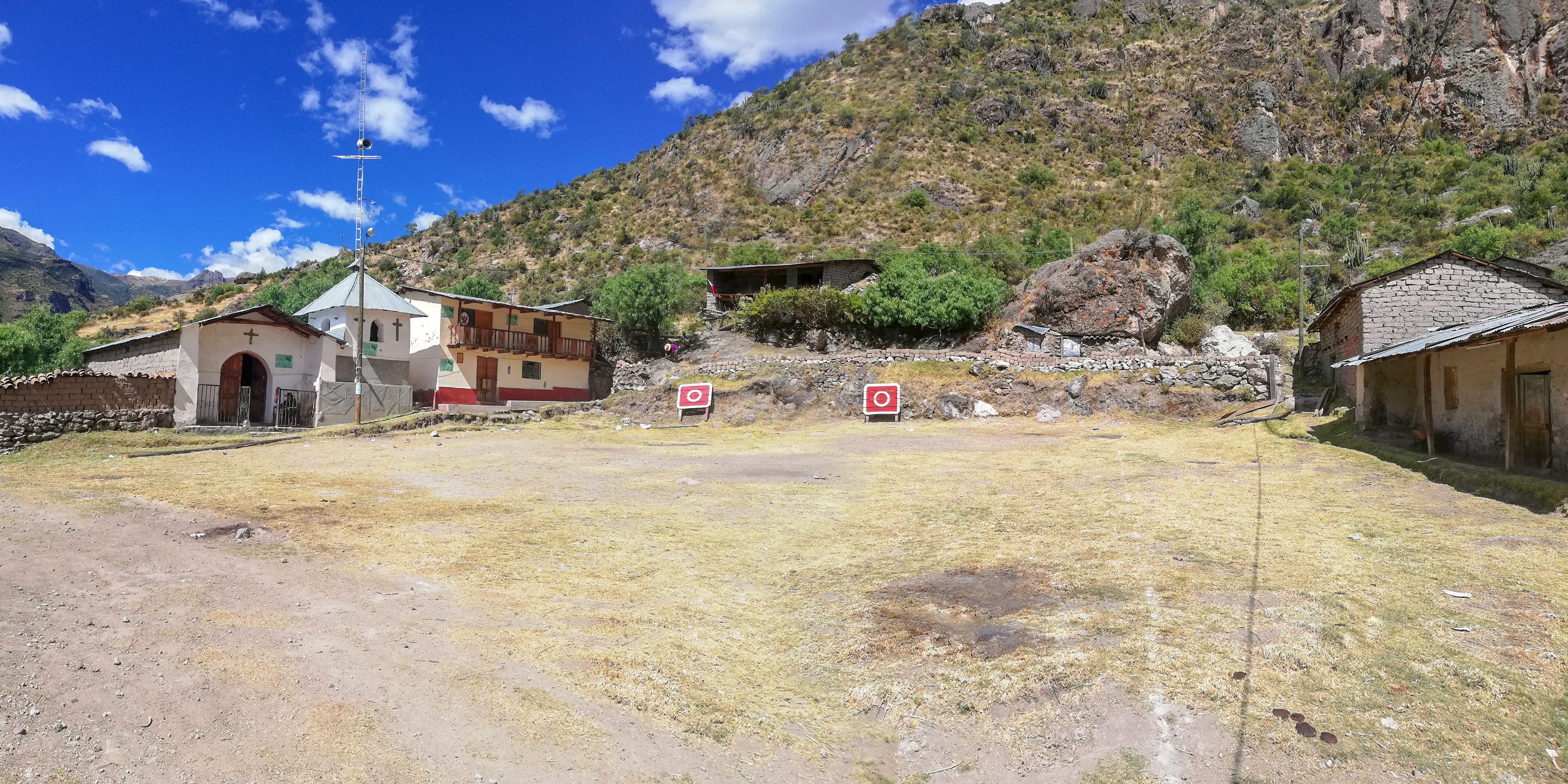
Comunidad de Llancama Plaza principal

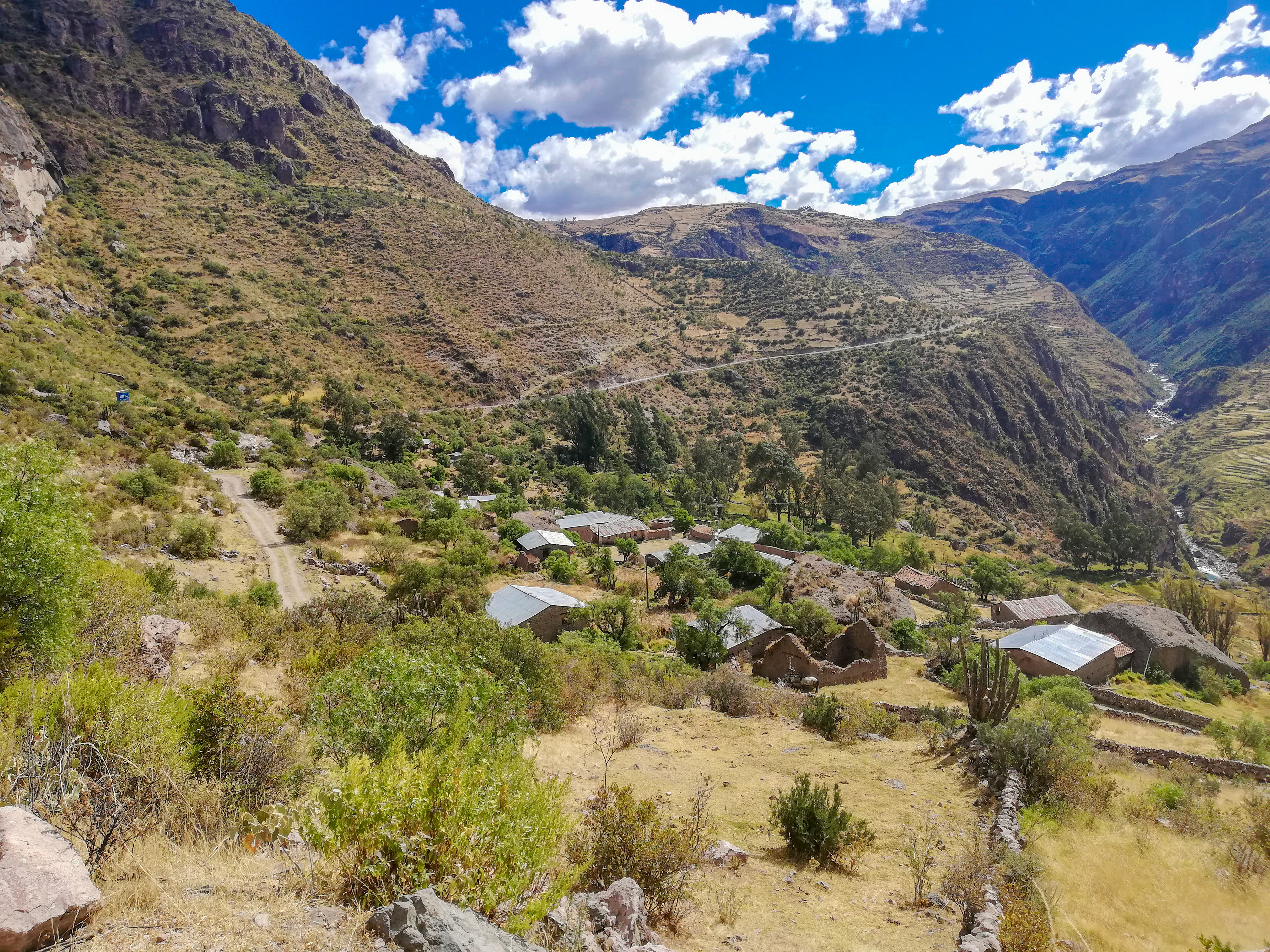
Comunidad de Llancama

El distrito de Upahuacho es uno de los ocho distritos que conforman la provincia de Parinacochas, ubicada en el Departamento de Ayacucho, (Perú).

## Historia
El distrito fue creado mediante Ley n.º 13636 del 10 de abril de 1961, en el gobierno del presidente Manuel Prado Ugarteche. Su capital es el centro poblado de Upahuacho.
Viene de dos palabras quechuas; upa, que quiere decir sordo y huacho, cántaro, esta última palabra, ha venido degenerando con el transcurso del tiempo, en huacho, completándose posteriormente en una sola palabra o sea Upahuacho.
Interpretase también, conforme muchos lo creen como pueblo silencioso por estar aislado y distante de los pueblos vecinos.Su ubicación e priviliegiada está en un patillo alto, del río Huanca Huanca que pasa por la profundidad a corta distancia. El antiguo camino inca Atun Ñan, cruza por el mismo pueblo hasta 1980, eran de tránsito de acémilas de sur a norte y viceversa. Aquí es normal el paso, mulas, caballos, burros con carga y otros montados y  llamas lleno de esquelas cargando víveres y recogen sal desde la mina de Huarhua Arequipa. Las fiestas patronales es de mucha concurrencia donde suenan bombos, platillos y cornetillas en la casa del capitán o mayordomo.Increíble el eco de los cerros, se escucha a grandes distancias y llama la atención a los vecinos de los demás anexos y otros distritos cercanos, como Pacapauza, Rivacaico y anexo de Ampi.
El pueblo primitivo estaba situado en una colina llamada Sallalli, con el nombre de San Roque; que este pueblo, por haber sido incendiado por las tropas diseminadas de Carratala (Pucatoro); los habitantes se habían trasladado al llano que actualmente se conoce con el nombre de Upahuacho.
Otra historia que todos sabemos de nuestros abuelos y bisabuelos San Roque, fue incendiado por los soldados del sanguinario Carratalá porque le insultaron los lugareños escondidos; en la parte alta les había dicho en quechua: Yaw Carratalá, uma pupuykipim aqata tumasaq; esto quiere decir: ‘Oye Carratalá: en tu cabeza de poto o mate voy a tomar chicha’. Suficiente, al escuchar entendió y ordenó la quema total del pueblo.

## División administrativa

### Centros poblados
- Urbanos
  - Upahuacho, con 1882 habitantes.
- Rurales

### Anexos
El Distrito que se crea por esta Ley N.º 13636: tendrá como anexos:
1. San Antonio de Llancama
2. San Juan de Racchi
3. Cochani
4. Calpamayo
5. Ccalani- Sanaycca
6. Achuani  ANEXOS A LA  ACTUALIDAD: Yanamchay, Ccasahuasi, Achaconi, Condorpampa, Huancahuanca, Sicuya, Pucarume, Pichccapuquio, Pulluchi, Uchucwasi

### Autoridades
ALCALDE 2023 -2026 
Santos Huyhua Huamani

### Municipales
- 2019 - 2022[2]
  - Alcalde: Alfonso Desiderio Lavado Gutiérrez, de Qatun Tarpuy.
  - Regidores:

  1. Wilson Santi Noa (Qatun Tarpuy)
  2. Fortunato Puja Huamanzana (Qatun Tarpuy)
  3. Martha Huayllani Palomino (Qatun Tarpuy)
  4. Martín Oseda Roque (Qatun Tarpuy)
  5. Rubén Edgar Yola Huayllaquispe (Musuq Ñan)

Alcaldes anteriores
- 2003 - 2006: Santos Huyhua
- 2007-2010: Edwin Puga Jurado.
- 2011-2014: Santos Huyhua Huamaní.
- 2015-2018: Edwin Puga Jurado.

## Festividades
- Octubre. Santos principales: Francisco de Asís y Virgen del Rosario. Hay otros santos: Señor de Agonía, Santo Domingo y Virgen Dolorosa. La celebración es de todos, la primera semana de octubre muy concurrido por ser una fiesta religiosa, taurina, deportiva y costumbrista.